# Saccolongo
Saccolongo is een gemeente in de Italiaanse provincie Padua (regio Veneto) en telt 4538 inwoners (31-12-2004). De oppervlakte bedraagt 13,7 km², de bevolkingsdichtheid is 331 inwoners per km².
De volgende frazioni maken deel uit van de gemeente: Creòla, Canton della Madonna.

## Demografie
Saccolongo telt ongeveer 1569 huishoudens. Het aantal inwoners steeg in de periode 1991-2001 met 5,2% volgens cijfers uit de tienjaarlijkse volkstellingen van ISTAT.
| Jaar | Inwoneraantal |
| ---- | ------------- |
| 1991 | 4254          |
| 2001 | 4477          |

## Geografie
De gemeente ligt op ongeveer 19 m boven zeeniveau.
Saccolongo grenst aan de volgende gemeenten: Cervarese Santa Croce, Mestrino, Rubano, Selvazzano Dentro, Teolo, Veggiano.

## Sport
In 1979 is het WK veldrijden in Saccolongo georganiseerd.